# Parc national de Mu Ko Ang Thong
Le parc national de Mu Ko Ang Thong (thaï : อุทยานแห่งชาติหมู่เกาะอ่างทอง) est un parc national marin du golfe de Thaïlande, dans la province de Surat Thani en Thaïlande.

## Géographie
Ce parc national se situe à 28 km et 32 km à l'Est des grosses îles de Ko Samui et Ko Pha Gnan et à environ 25 km au Nord des côtes de la province de Surat Thani.

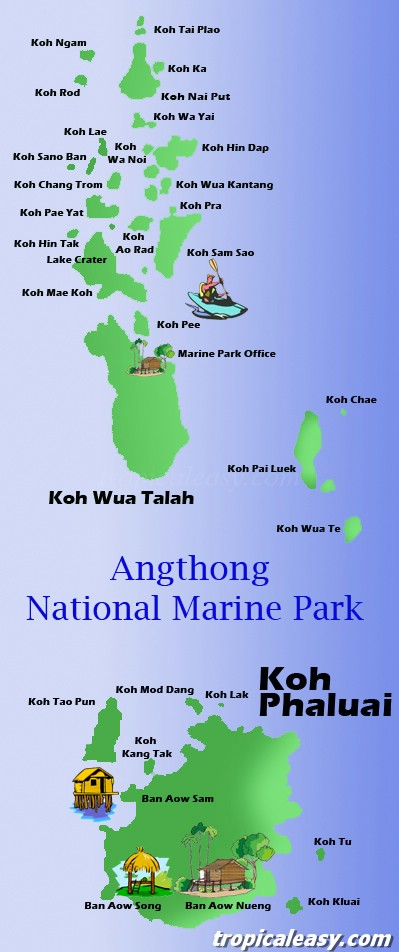
Carte du parc national de Mu Ko Ang Thong

Il couvre 42 îles et îlots pour une superficie totale de 102 km2, dont seulement 18 km2 sont des terres.
La plupart des îles et îlots sont inhabités et leurs sommets ne sont souvent qu'à une dizaine de mètres de hauteur.
Le sommet le plus élevé de Ko Phaluai, la seule île réellement habitée, culmine à 396 m au dessus du niveau de la mer.
Les principales îles, du sud au nord, sont :
- Ko Phaluai (en)(เกาะ พะลวย) dont une grande partie est incluse dans le parc marin national (19 km2 ; 500 habitants)
- Ko Phai Luak (เกาะ ไผ่ลวก)
- Ko Wua Ta Lap (เกาะ วัวตาหลับ) (6 km2 ; 10 habitants)

Parc national de Mu Ko Ang Thong
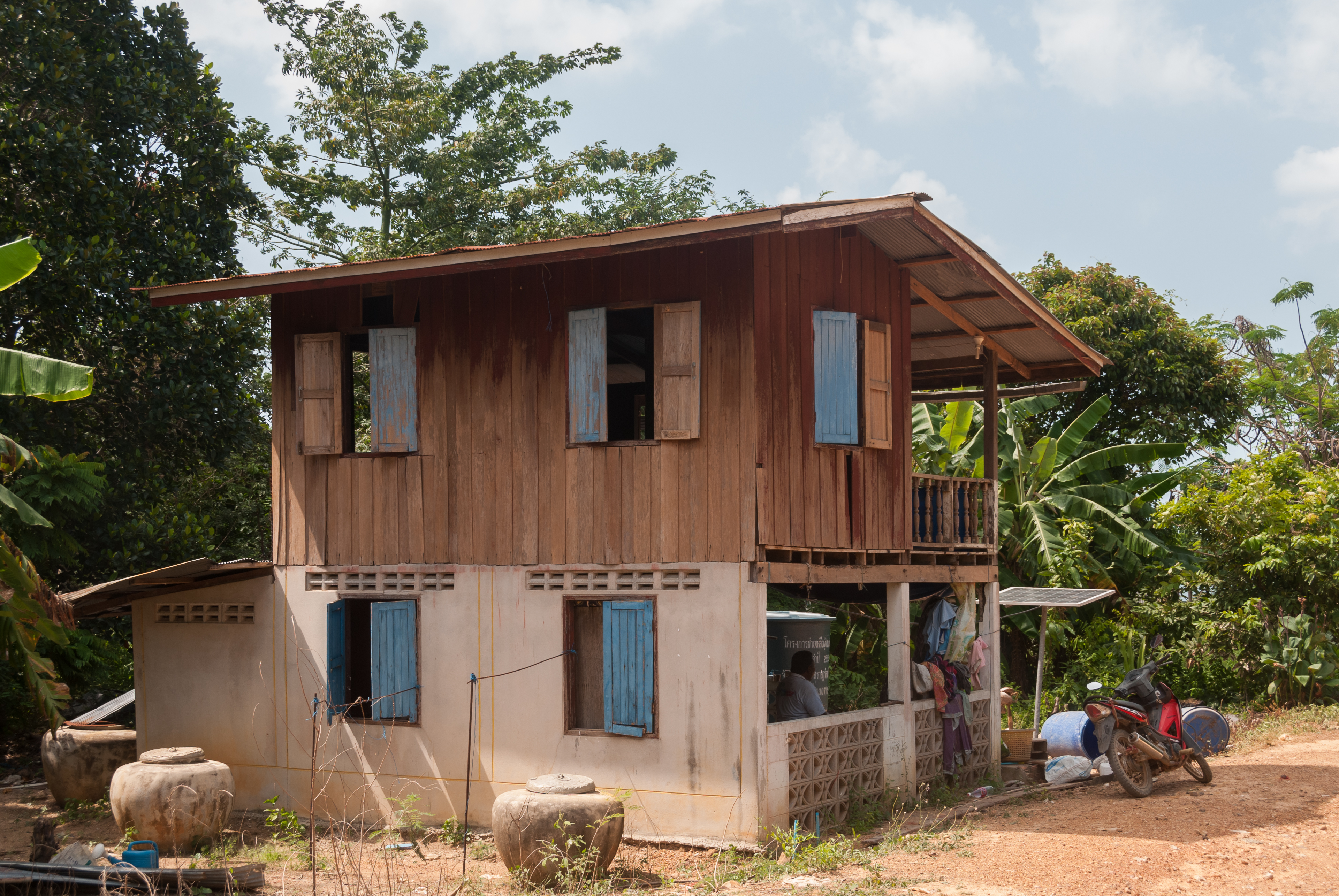
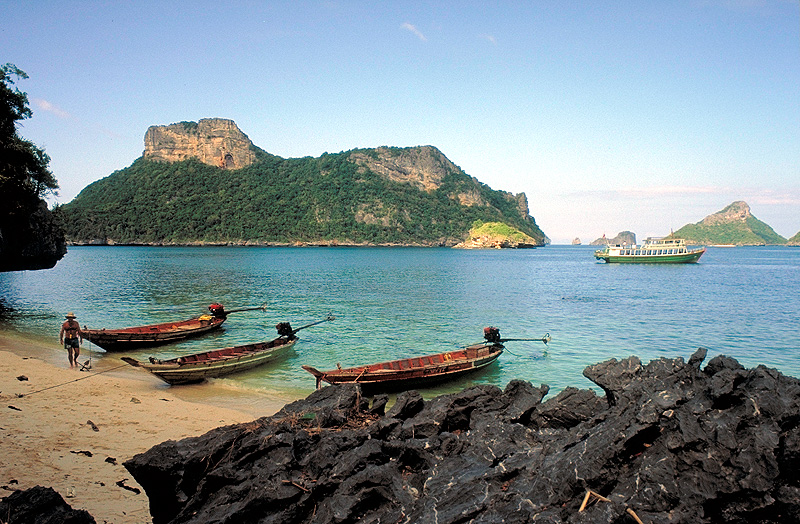
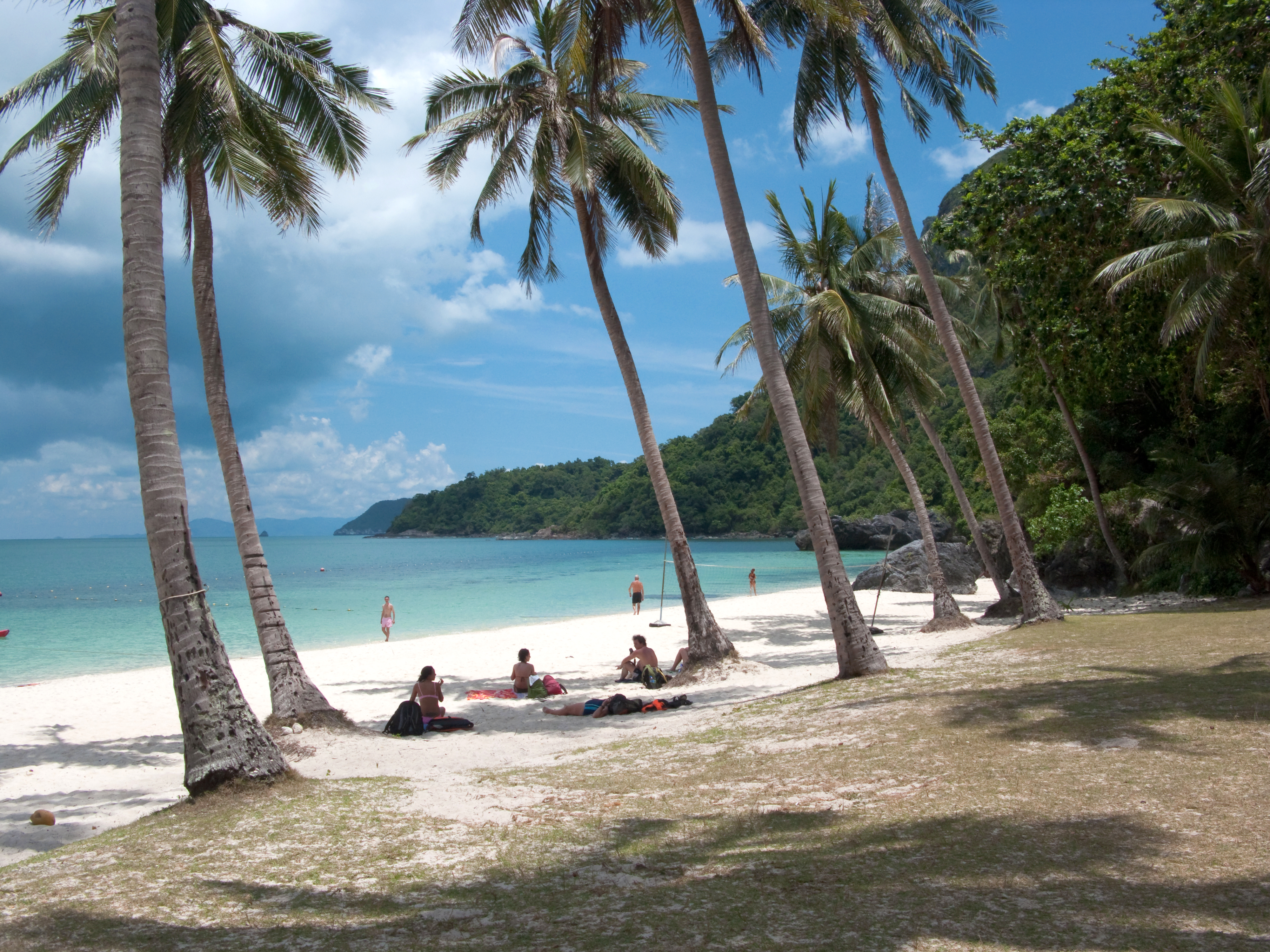
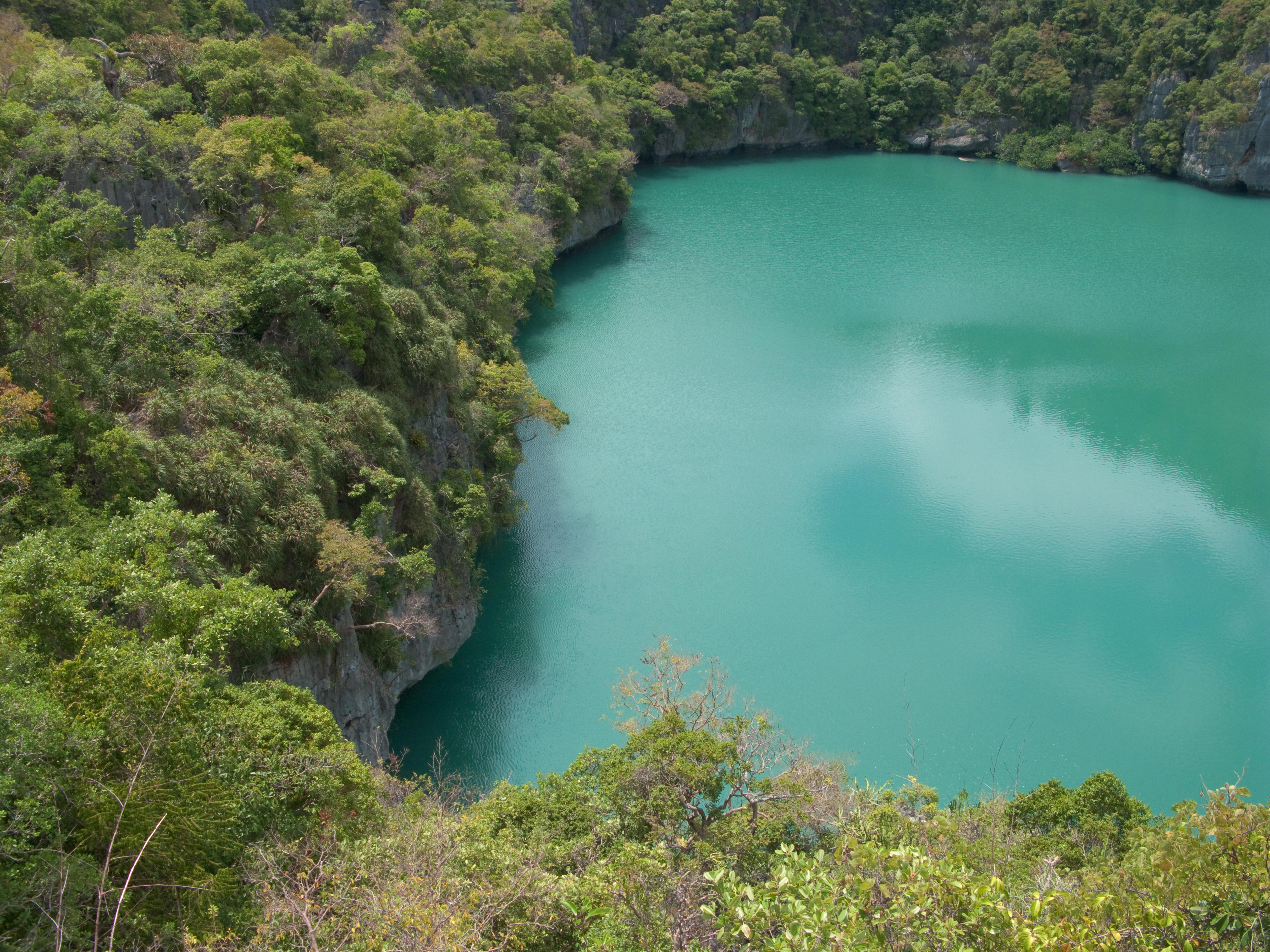
Ko Mae Ko (เกาะ แม่เกาะ), petite île célèbre pour son lagon Thale Nai, un lac marin d'une superficie de 4000 m2 et de 20 m de profondeur relié à la mer par une grotte
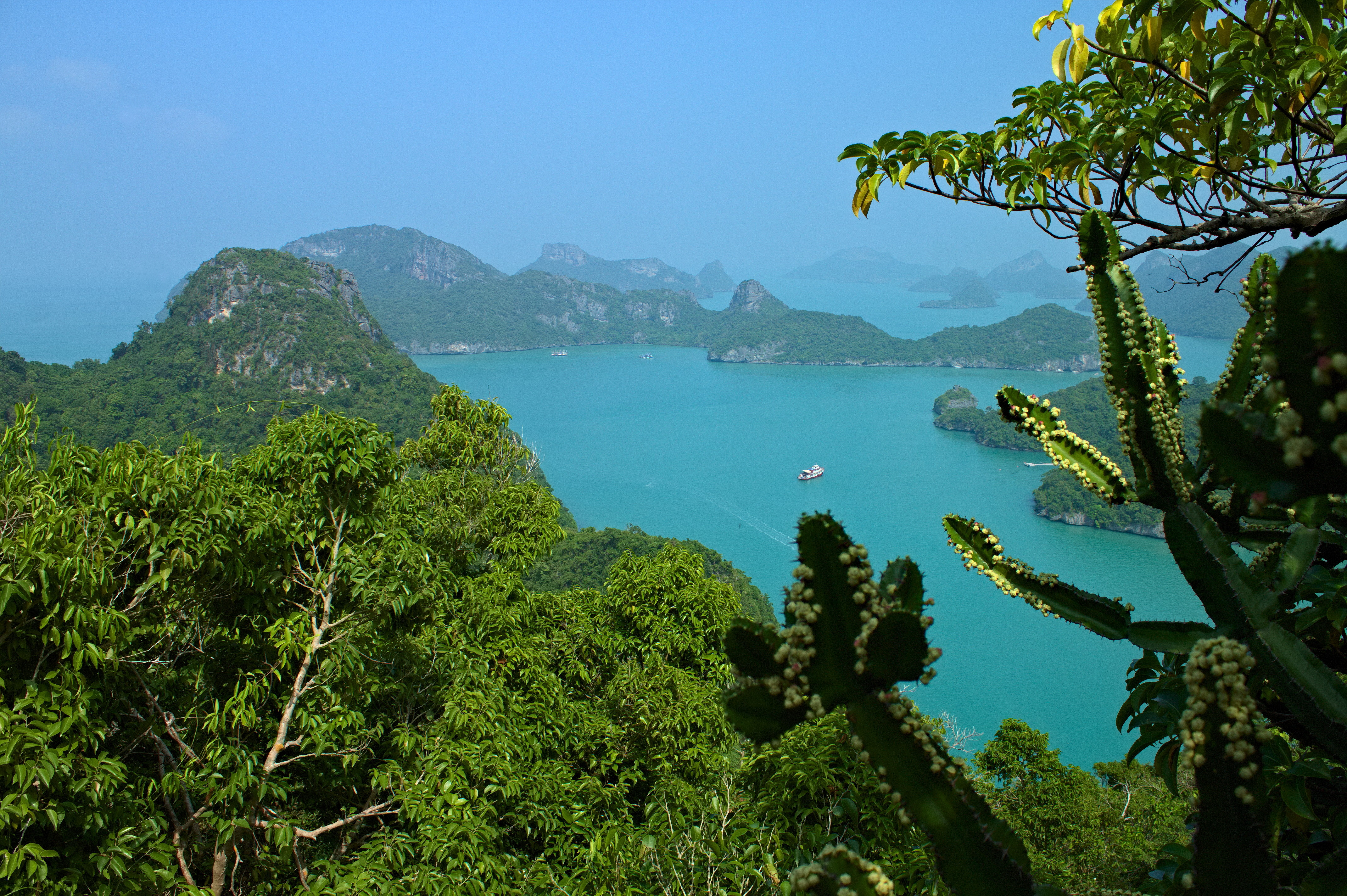

- Ko Sam Sao (เกาะ สามเส้า) (0,85 km2)
- Ko Hin Dap (เกาะ หินดับ)
- Ko Nai Phut (เกาะ นายพุด)
Mu Ko (thai : หมู่เกาะ) signifie « archipel » et Ang Thong (thaï : อ่างทอง) se traduit « bol d'or ».
Le parc a été créé le 12 novembre 1980 et est un site Ramsar depuis 2002.
- Parc national de Mu Ko Ang Thong
- Lagon Thale Nai, île Ko Mae Ko

## Nature

### Flore
On rencontre 4 types de forêts dans l'archipel de Ang Thong :

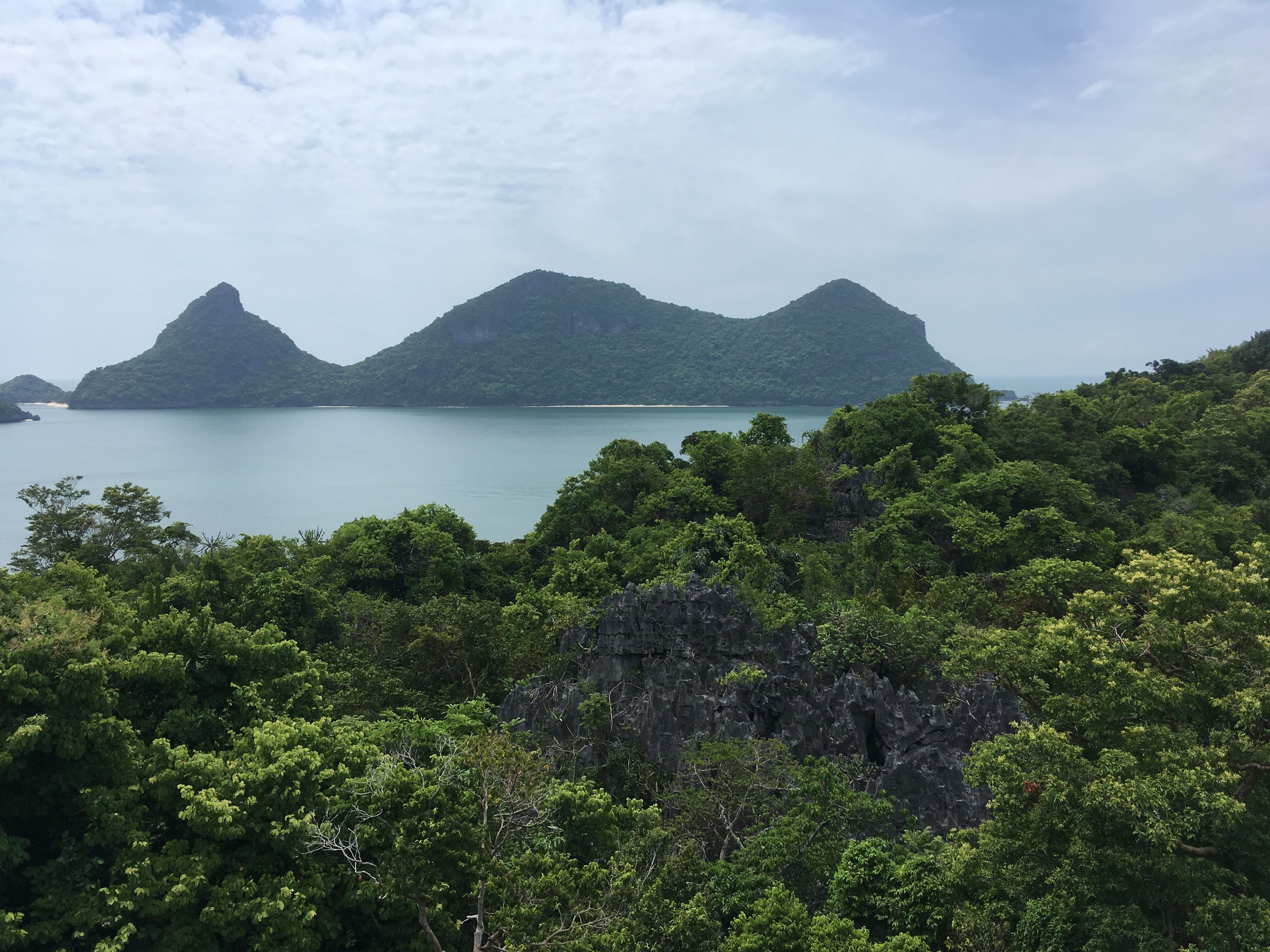
Forêt tropicale humide

Forêts tropicales humides : Ce type de forêts couvre la quasi-totalité des îles Ko Phaluai, Ko Wua Ta Lap et Ko Sam Sao.
On y trouve : 
- des arbres et arbuste : memecylon, barringtonia fusiformis, semecarpus curtisii, cinnamomum iners, manilkara hexandra ...
- des palmiers : palmier queue de poisson de Birmanie et palmier queue de poisson caryota aureus, palmier rotin calamus et petit palmier épineux de Bertram eugeissona tristis ...
- des fougères : fougère nid d'oiseau asplenium nidus ...
- des orchidées : sabot de Vénus paphiopedilum niveum "Ang Thong" etc.

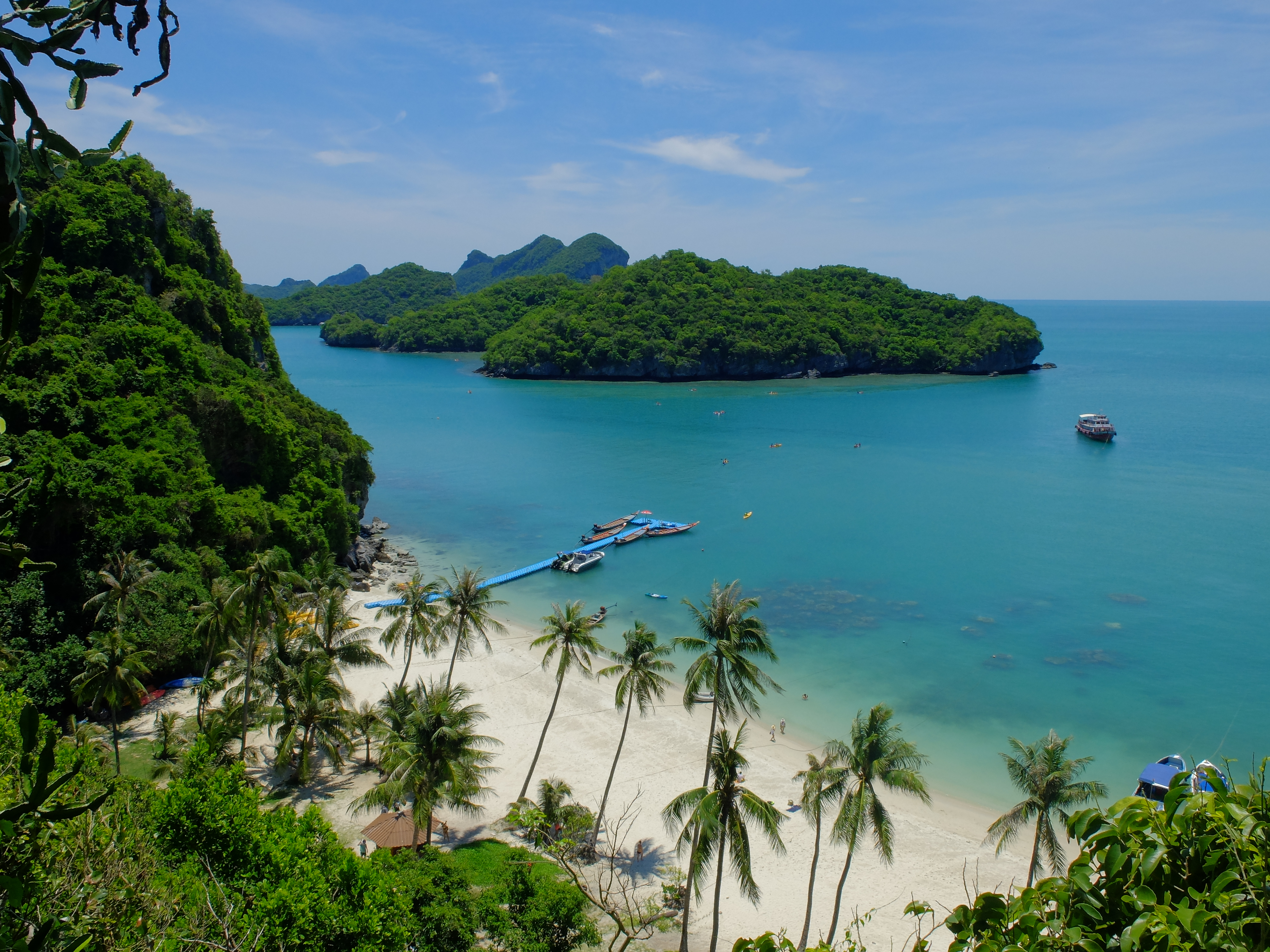
Forêt tropicale des bords de mer et des plages

Forêts tropicales des bords de mer et des plages : 
on peut voir :
- des arbres : badamier, badamier de l'Inde, thespesia populnea (porcher ou miro), hibiscus tiliaceus, takamaka, veloutier vert, erythrina fusea, filao ...
- des palmiers : kaitha et pandanus tectorius ...
- des lianes : passiflora foetida, patate à Durand ...
- des plantes à fleurs : crinum asiaticum ...

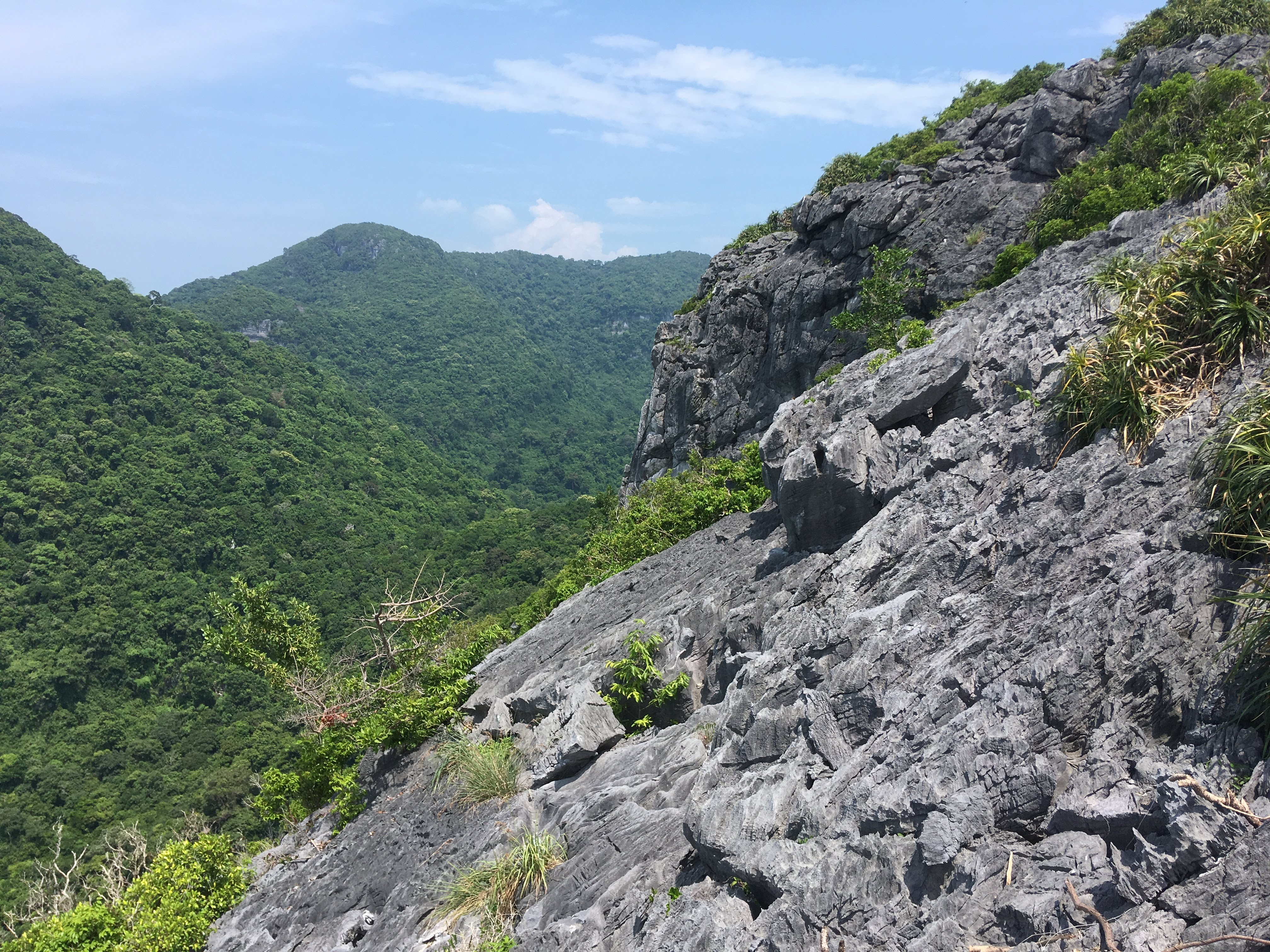
Forêt tropicale des monts calcaires

Forêts tropicales des monts calcaires : 
on y trouve des plantes souvent petites : 
- euphorbe ;
- morinda ;
- crinum asiaticum ;
- dracaena loueri ;
- hibiscus tiliaceus ...

Forêts de mangroves : 
les mangroves sont peu nombreuses et se trouvent sur l'île de Ko Mae Ko ainsi que sur la façade Est de l'île de Phaluai. On y voit surtout des palétuviers rouges rhizophora apiculata.

### Faune

#### Faune terrestre
On peut voir  16 espèces de mammifères tels le macaque crabier et le semnopithèque obscur ; le cochon sauvage (sanglier) ; la loutre de Sumatra ; le chat-léopard et le chat pêcheur ; l'écureuil géant oriental ainsi que des chauves-souris roussettes ...
Le passionné d'ornithologie peut observer jusqu'à 54 espèces d'oiseaux : le paon spicifère ; l'aigrette sacrée, le blongios à cou jaune et le héron strié ; le chevalier guignette et la bécasse des bois ; le baza huppard, le milan sacré et la pygargue blagre ; le calao charbonnier et le calao pie ; le martin-chasseur à collier blanc ; la salangane à nid blanc et la salangane de German ; le carpophage blanc et le carpophage pauline ; le mainate religieux ; les passereaux drongo cendré et drongo à raquettes ; les passereaux oiseaux chanteurs merle shama et merle bleu ...
Il y a 14 espèces de reptiles dont le lézard leiolepis, le varan malais et le python réticulé.
On peut aussi voir 5 espèces d'amphibiens dont le crapaud masqué, la grenouille hylarana erythraea et l'hoplobatrachus rugulosus.

#### Faune marine
Dans les récifs coralliens :

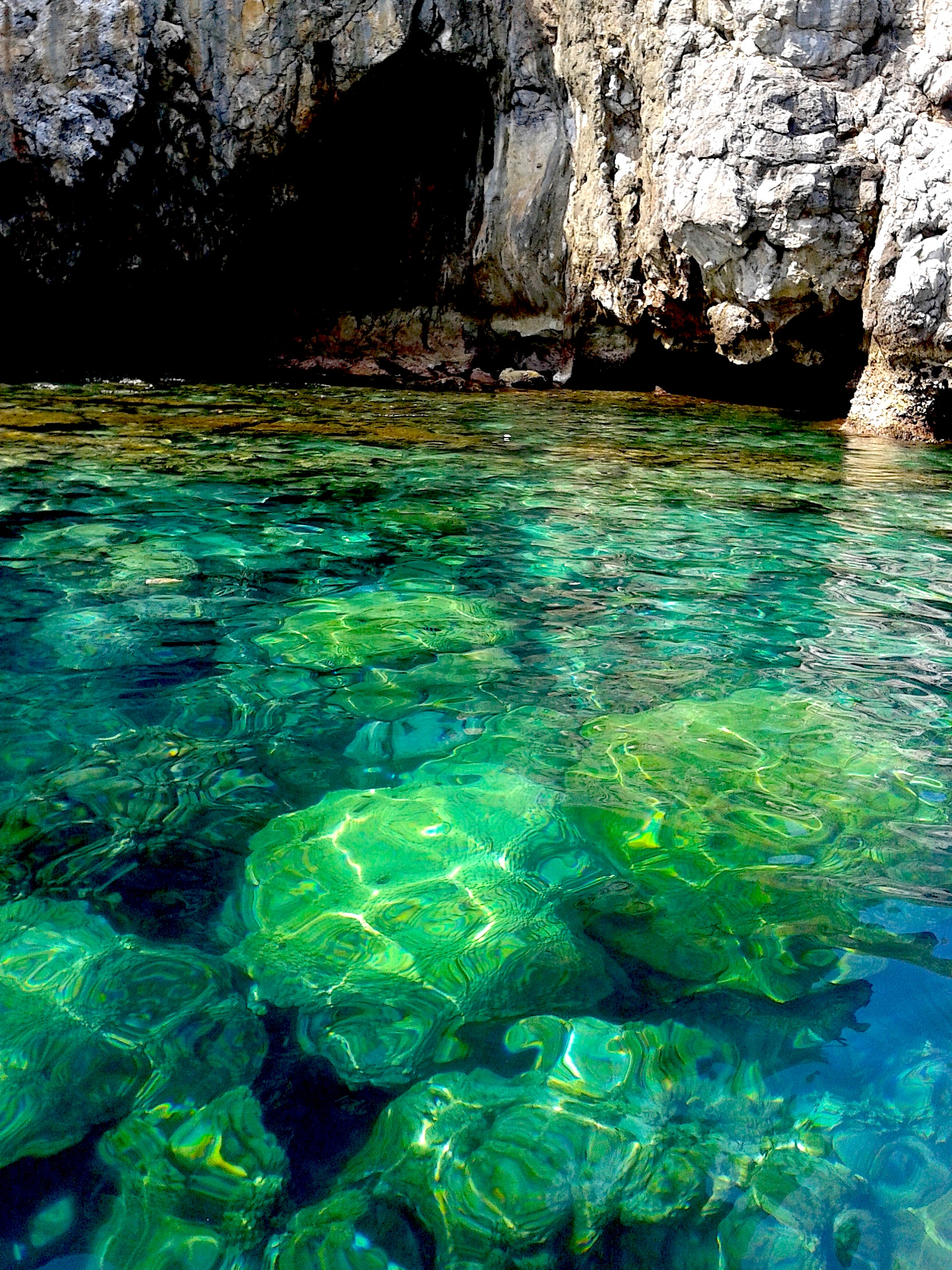
Coraux à Ko Lao Yu, Parc national marin de Mu Ko Ang Thong

On voit de nombreux coraux, en général jusqu'à une profondeur d'environ 4 mètres.
Ce sont principalement des coraux à cornes de cerf acropora, des coraux avec digitations porites (en forme de doigts) et des coraux pavona ; et parfois des coraux bleus, des coraux dendrophyllia, favia, fungia, galaxea, goniastrea, goniopora, lobophyllia, merulina, montipora digitata, pocillopora et aussi des gorgones.
Il y a de plus une multitude de sublimes poissons des récifs : abudefduf, aiguille de mer, carangue à gouttes d'or, chelmon à bec médiocre, labre nettoyeur commun, pomacentrus, poisson-ange, poisson-ange à anneau, poisson-clown à collier, poisson-perroquet, poisson-papillon, poisson-papillon à huit bandes , raie dasyatis kuhlii et raie pastenague à taches bleues, requin bordé et requin à pointes noires, serranidae, siganus ...
On peut aussi parfois admirer des mammifères marins tel le dauphin, le rorqual de Bryde (ou rorqual tropical) et la baleine ainsi que la tortue verte, la tortue olivâtre et la tortue imbriquée,.
Dans les eaux un peu plus profondes :
Dans les eaux un peu plus profondes du parc national de Mu Ko Ang Thong (la profondeur n'est en moyenne que de 10 mètres), on peut observer des poissons qui ailleurs dans la mer d'Andaman sont souvent pêchés de façon trop intensive pour finir dans nos assiettes : anchois indien stolephorus indicus, beauclaire priacanthus tayenus, carangue, maquereau trapu de l'Indo-pacifique rastrelliger brachysoma et maquereau des Indes, nemipterus, poisson-lézard saurida, thazard ... ; et aussi des barracudas, congres-brochets muraenesox, des mérous oriflammes (ou loches rouges),des pleuronectes cynoglossus macrolepidatus, des requins carcharhinus, des rougets parupeneus, des vivaneaux lutjanus etc.

## Tourisme
La meilleure période pour faire de la plongée est de février à octobre : la période où l'eau est la plus claire est mars et avril.
Le parc national de Mu Ko Ang Thong est fermé aux visiteurs chaque année du 20 octobre au 20 décembre.
Avant la fermeture des parcs nationaux et des frontières à cause du Covid 19 en 2020 et 2021, le parc national de Mu Ko Ang Thong accueillait un peu plus de 50 000 touristes thaïlandais et étrangers pour le farniente et l'écotourisme.

## Problèmes environnementaux
Un des problèmes environnementaux qui menace la biodiversité et la beauté des plages, en particulier dans le parc national de Mu Ko Ang Thong, c'est la pollution des mers et des océans par les matières plastiques et autres détritus.